# 八打灵再也市政厅大厦
3°5′57.4″N 101°38′42.1″E / 3.099278°N 101.645028°E
八打灵再也市政厅大厦（MBPJ Tower，Menara MBPJ，原名MPBJ Tower）位于马来西亚雪兰莪州八打灵再也市新镇（PJ New Town)，是八打灵再也市主要地标及市区最早高楼建筑之一。大厦内拥有数家商业设施以及八打灵再也市议会办公楼。八打灵再也市政厅大厦于1987年由雪兰莪蘇丹沙拉胡丁殿下开幕。

## 建筑内部结构
- 主要大楼
- 市政中心